# Heteroscada lamidia
Heteroscada lamidia är en fjärilsart som beskrevs av Felix Bryk 1953. Heteroscada lamidia ingår i släktet Heteroscada och familjen praktfjärilar. Inga underarter finns listade i Catalogue of Life.